# Kanpani Girls
Kanpani Girls és un videojoc d'aventures i rol gratuït per a navegador web japonès desenvolupat per DMM. La versió japonesa es pot jugar mitjançant el lloc web dels desenvolupadors mentre que la versió en anglès es pot jugar a Nutaku.com. Fou programat amb Flash.
Les actrius de veu són: Mai Kadowaki, Yui Sakakibara, Rina Satou, Shizuka Itou, Hitomi Nabatame, Ayumi Fujimura i Mai Goto.
Kenji Itō compongué la banda sonora.
El videojoc tracta que eres un director executiu d'un grup de mercenàries. Aquestes poden ser d'entre vuit classes.
A MMOHuts criticaren negativament que la jugabilitat acaba sent tediosa. Li donà mala nota (un 2 sobre 5).